# 汶村镇
汶村镇，是中华人民共和国广东省江门市台山市下辖的一个乡镇级行政单位。大广海湾经济区涵盖的村镇。

## 行政区划
汶村镇下辖以下地区：
鱼地圩社区、凤村、上头村、汶村、高朗村、沙奇村、白沙村、大担村、五乡村、小担村、九岗村、茭一村、冲口村、西联村、横山村和渔业村。